# Scopula rubellaria
Scopula rubellaria är en fjärilsart som beskrevs av Jean Baptiste Boisduval 1840. Scopula rubellaria ingår i släktet Scopula och familjen mätare. Inga underarter finns listade.